# HD 111232
HD 111232 és una estrella nana groga de la constel·lació de la Mosca. Té una magnitud aparent de 7,61 i se situa a la distància de 95 anys llum de la Terra. Té una massa del 78% la del Sol. El 2003, es va descobrir un planeta orbitant-hi.
| Companya (per ordre des de l'estrella) | Massa    | Semieix major (ua) | Període orbital (dies) | Excentricitat | Inclinació | Radi |
| -------------------------------------- | -------- | ------------------ | ---------------------- | ------------- | ---------- | ---- |
| b                                      | >6.84 MJ | 1.97               | 1143 ± 14              | 0.2 ± 0.01    | —          | —    |